# Fate/Grand Order
Fate/Grand Order (яп. フェイト・グランドオーダー Фэйто/Гурандо О:да:) — японская ролевая игра для мобильных устройств, разработанная компанией DELiGHTWORKS и выпущенная издательством Aniplex в 2015 году на территории Японии для платформ Android и iOS. В 2016 году игра была выпущена в КНР, в 2017 — в США, Гонконге, Китайской Республике и Республике Корея. Сюжет игры является спин-оффом к визуальному роману Fate/stay night и повествует о событиях, вызванных попыткой секретной организации «Халдея» предотвратить исчезновение человечества путём использования Святого Грааля и призванных магами героических духов прошлого, именуемых «слугами». Сценарий работы был написан Киноко Насу при содействии Юитиро Хигасидэ и Хикару Сакурай. Дизайнером персонажей игры является глава компании Type-Moon — Такаси Такэути.
В 2017 году Fate/Grand Order заработала 982 миллиона долларов США, что сделало её шестой наиболее прибыльной мобильной игрой года. В 2018 году выручка игры составила 1,2 миллиарда долларов США, что стало седьмым результатом среди всех free-to-play игр в тот год. В марте 2019 года общая выручка игры превысила 3 миллиарда долларов США.

## Игровой процесс
Fate/Grand Order является пошаговой тактической ролевой игрой, в которой команда, управляемая игроком, именуемого «мастером», и состоящая из 6 «слуг» (трёх основных и трёх запасных) сражается против команды неигровых персонажей. Перед сражением игрок может выбрать 5 своих «слуг» и одного «слугу поддержки». Каждый «слуга» обладает набором различных способностей, которые могут быть использованы перед каждым ходом, а также пятью командными картами. Также у слуг имеется специальная карта, которая может быть использована в бою при заполнении 100 % шкалы «благородного фантазма». Способности «мастера» зависят от экипированного в данный момент «мистического кода». Также «мастер» обладает тремя «командными заклинаниями», использование которых может воскресить команду или заполнить шкалу «благородного фантазма» определённого «слуги». На каждом ходу игроку предоставляется набор из пяти командных карт, из которых он может выбрать три для проведения розыгрыша в этот ход. Командные карты предлагают на выбор определённый эффект для одного из слуг: «Buster» повышают урон, «Arts» дают дополнительные очки «благородного фантазма», «Quick» имеют наименьший урон, но повышают шанс получения «критических звёзд». В случае розыгрыша трёх одинаковых карт в один ход выбранный слуга получает дополнительный бонус от комбинации. При использовании трёх карт одного «слуги» дополнительно используется карта «экстра атаки». Победа игрока происходит при снижении очков здоровья всех противников до нулевой отметки.

## Аниме

### Фильмы
- Судьба/Великая Кампания: Первая Миссия (Год выпуска 2016).
- Судьба/Великая Кампания: Лунный свет в потерянной комнате (Год выпуска 2017).

### Телесериал
- Судьба/Великий приказ: Вавилония - всего 23 эпизода (Год выпуска 2019).
- Судьба/Великий приказ: Камелот - Странствие (Год выпуска 2020).
- Судьба/Великий приказ: Камелот - Паладин (2021).
- Судьба/Великий приказ: Финальная сингулярность - Соломон (2021).